# Sheppardia montana
El akelat de los Usambara (Sheppardia montana) es una especie de ave paseriforme de la familia Muscicapidae endémica de Tanzania.

## Distribución y hábitat
El akelat de los Usambara se encuentra únicamente en los bosques tropicales de las montañas Usambara, del noreste de Tanzania.